# Шипощёки
Шипощёки (лат. Sebastolobus) — род лучепёрых рыб семейства скорпеновых. Обитают в северной части Тихого океана. Встречаются на глубине до 1600 м. Длина тела достигает 80 см. Название рода происходит от слов др.-греч. σεβαστός — «уважаемый» и др.-греч. λοβός — «лепесток», «доля».

## Описание
Окраска, подобно прочим глубоководным скорпеновым, красного цвета. Отличаются от морских окуней мощным гребнем с шипами, который пролегает под глазами до подкрышечной кости. Глаза повернуты вверх сильнее, чем у морских и беспузырных окуней. Грудной плавник разделён на две лопасти. Нижняя лопасть покрыта толстой кожей, поскольку ею рыба упирается в дно. Кроме того, у крупных особей утолщена кожа на колючке, на прилегающих лучах брюшных плавников и на колючках анального плавника. Плавательный пузырь отсутствует. Шипощёки ведут донный образ жизни и не поднимаются в толщу воды. Барабанные мышцы сохранились.

## Биология
Это икромечущий вид с внутренним оплодотворением. Икринки выметываются вместе со студенистой склеивающей массой и поднимаются к поверхности моря. Прозрачные клейкие скопления икринок — баллоны — при естественном освещении плохо видны. Рацион состоит из рыб и ракообразных.

## Взаимодействие с человеком
У шипощёков колючки плавников снабжены ядовитыми железами. Яд на человека действует слабо, подобно яду морских окуней. 
Шипощёки — ценный объект промысла. У них белое мясо с достаточно высоким содержанием жира. Мясо варят, жарят и коптят. Этих рыб ловят донными ярусами, сетями и тралами. 

## Виды
К роду шипощёков относят 3 вида: 
- Sebastolobus alascanus T. H. Bean, 1890 — Аляскинский шипощёк, или аляскинский ёрш
- Sebastolobus altivelis Gilbert, 1896 — Длинноиглый шипощёк
- Sebastolobus macrochir (Günther, 1877) — Длиннопёрый шипощёк